# 박원겸 선생 신도비
박원겸 선생 신도비는 대한민국 경기도 양평군 단월면 보룡리에 있다. 1986년 5월 30일 양평군의 향토유적 제12호로 지정되었다.

## 개요
신도비는 팔작지붕형의 이수와 장방형의 비좌를 갖추었고 비신의 재료는 대리석이다. 비의 건립연대는 뒷면에 ‘숭정기원후(崇禎紀元後) 사정사월(四丁巳月) 일(日) 립(立)’이라 음각된 것으로 보아 철종 8년(1857)에 세웠음을 알 수 있다. 비문은 매산(梅山) 홍직필(洪直弼)이 글을 짓고, 심의면(沈宜冕)이 글씨를 썼으며 서승보(徐承輔)가 찬(篆)하였다. ‘항양각(恒陽閣)’이란 현액이 달린 비각은 맛배지붕의 겹처마 시멘트조의 건물이다.